# K.O. Century Beast III
K.O. Century Beast III (KO世紀ビースト三獣士?, KO seiki Bīsuto sanjūshi) è una serie di sette OAV anime prodotti a partire dal 1992 da MOVIC e da Sony Music Entertainment. In Italia la serie è stata distribuita da Dynamic Italia per il mercato home video nel corso del 1998.

## Trama
Nel passato il mondo era governato da due supercomputer, Gaia ed Uranos che avevano il compito di proteggere e fare prosperare gli esseri umani. Ognuna delle due superintelligenze artificiali aveva però una visione differente del tipo di vita che sarebbe dovuta toccare agli Uomini: Uranos era per lo sviluppo tecnologico e Gaia era invece per una vita vissuta in armonia con l'ecosistema. Gli uomini protetti da Uranos presero il nome di Human, mentre quelli protetti da Gaia presero il nome di Beast, dal momento che il supercomputer li aveva geneticamente modificati con geni di animali.
Per secoli le due parti dell'umanità avevano convissuto tranquillamente, e la storia delle due intelligenze artificiali è ormai diventata leggenda, ma ora l'equilibrio sembra essersi rotto e gli Human progettano di invadere il territorio dei Beast per conquistare l'intero pianeta. Solo Wan, Meimar, Mekka, Mint e la piccola Yuni, potranno forse trovare per primi il misterioso tesoro al quale gli Human stanno dando la caccia e ristabilire l'equilibrio perduto.

## Doppiaggio
| Personaggio  | Doppiatore originale | Doppiatore italiano |
| ------------ | -------------------- | ------------------- |
| Wan Derbard  | Kappei Yamaguchi     | Massimiliano Alto   |
| Meimar       | Mika Kanai           | Federica De Bortoli |
| Bad Mint     | Takehito Koyasu      | Davide Lepore       |
| Mekka Mannen | Kōzō Shioya          | Fabrizio Mazzotta   |
| Yuni         | Rumi Shishido        | Gemma Donati        |
| V-Darn       | Yasunori Matsumoto   | Giorgio Borghetti   |
| Bijo         |                      | Laura Lenghi        |
| Akumako      | Naoko Matsui         | Ilaria Latini       |
| Seagull      | Ai Orikasa           | Liliana Sorrentino  |
| Password     | Tatsuyuki Ishimori   | Dante Biagioni      |
| Tour Master  | Seizō Katō           | Michele Kalamera    |
| Gaia U.      |                      | Giancarlo Padoan    |
| Brian A      |                      | Paolo Buglioni      |
| Brian B      |                      | Stefano De Sando    |
| Capo         |                      | Sandro Pellegrini   |
| Allah Ma     |                      | Laura Boccanera     |
| Gaia D.      | Yōko Kawanami        | Germana Dominici    |

## Episodi
| Nº                        | Titolo italiano Giapponese 「Kanji」 - Rōmaji                                                                       | Prima edizione    | Prima edizione |
| Nº                        | Titolo italiano Giapponese 「Kanji」 - Rōmaji                                                                       | Giapponese        | Italiano       |
| Prima serie (3 episodi)   | |                   |                |
| 1                         | L'invasione degli Human 「ワンダバダバダッタとレッツ・ラ・ゴー!」 - Wanda Badaba Datta to rettsu ra Gō!             | 7 maggio 1992     | 1998           |
| 2                         | Sulle tracce di Gaia 「チョットだけチャットしてファースト・コンタクト」 - Chotto dake Chatto shite Fāsuto Kontakuto | 1º luglio 1992    | 1998           |
| 3                         | All'interno di Gaia 「ファイナル・ファイトでマケテラレネーション!!」 - Fainaru faito de Maketera Renēshon!!         | 1º ottobre 1992   | 1998           |
| Seconda serie (4 episodi) | |                   |                |
| 1                         | Lotta per la sopravvivenza 「パワーアップでサババルウォーっと」 - Pawāappu de Sababaruōtto                          | 21 maggio 1993    | 1998           |
| 2                         | Avventura a Saklantis 「パニックシティはラブロマンスでぇぃ？」 - Panikku Shiti wa Raburomansu de~ei?                | 21 luglio 1993    | 1998           |
| 3                         | L'inseguimento di Yuni 「トリプル争奪戦!?ユーニを追いかけろ！」 - Toripuru sōdatsu-sen!? Yūni o oikakero!           | 21 settembre 1993 | 1998           |
| 4                         | Il destino di Gaia 「多分、最後はオレが勝つ!!ホントかよ？」 - Tabun, saigo wa ore ga katsu!! Honto ka yo?           | 21 novembre 1993  | 1998           |

## Sigle
Sigla iniziale
- Koi wa Maketerare Nation (恋はマケテラレネーション?) eseguita da Rumi Shishido (ep. 1-3)
- Koi wa B·O·M·B·E·R (恋はB・O・M・B・E・R?) eseguita da Scanch (ep. 4-7)

Sigla finale
- Nakayoshio Tomari Kurabu (なかよしお泊り倶楽部?) eseguita da Rumi Shishido (ep. 1-3)
- Elective Course of Tears (涙の選択科目?) eseguita da Scanch (ep. 4-7)

L'edizione italiana utilizza le sigle originali giapponesi.